# 日本地面数字电视

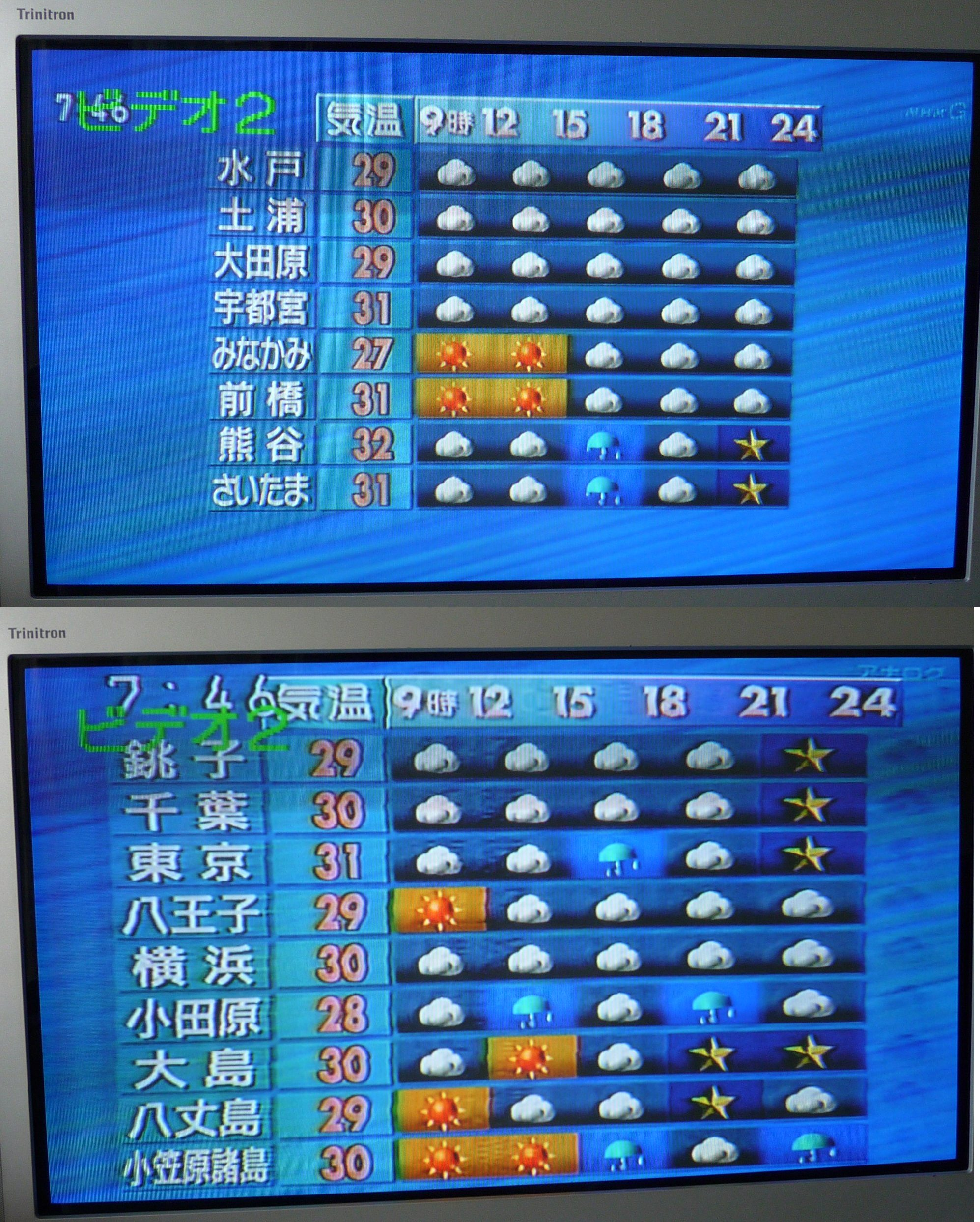
日本的地面数字电视（上圖，ISDB-T标准）和传统模拟电视（下圖，NTSC标准）的畫質比較，以NHK的天氣預報畫面為例。数字电视的解析度和細緻度明顯提高，抗干擾能力较强，還能提供各種互動功能和軟件升級功能。

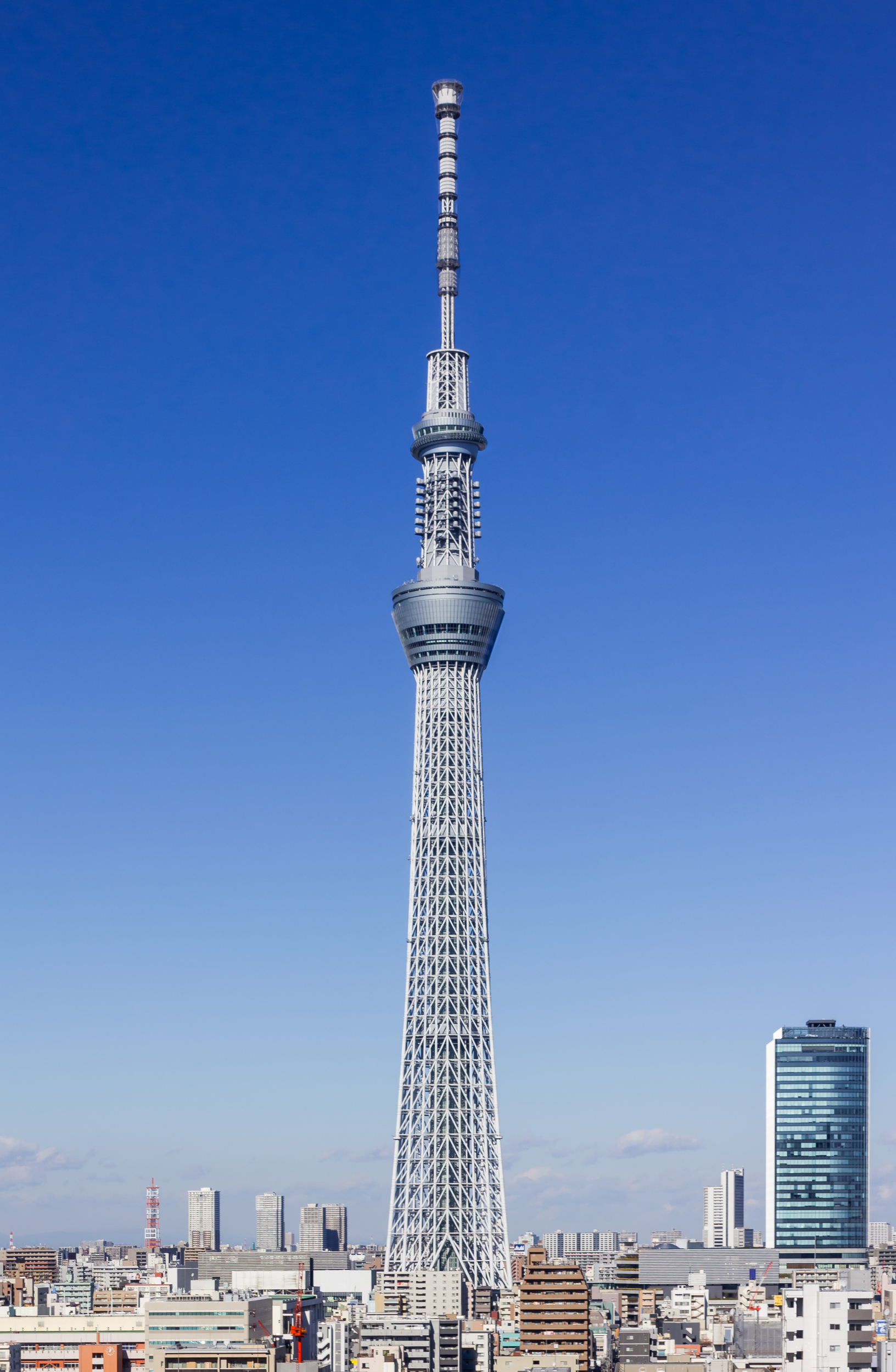
东京晴空塔，自投入使用以来就一直发射地面数字电视信号。

日本的地面数字电视于2003年开播，使用该国研发的ISDB-T标准。2012年3月31日，包括东日本大地震灾区在内，日本的地面电视完全实现数字化。

## 发展
1996年2月，邮政省组织各方成立研究组，就日本的电视数字化进行预研。研究组于同年6月给出研究报告，指出广播数字化是社会信息化建设的关键，并将带动生成新的产业直接促进社会经济发展。至此，日本电视（卫星电视、地面电视、有线电视）数字化全面铺开。
2003年12月1日，日本地面数字电视率先在东京、大阪和名古屋开播；到了2006年12月1日，日本所有的都道府县厅所在地都开通了地面数字电视。每年的12月1日也被定为“数字放送之日”（デジタル放送の日）。
日本政府计划于2011年7月24日全面停止模拟地面电视播出。为此，从2008年7月24日开始，各模拟电视频道都开始提示观众添置或更换可接收数字电视的设备，以下是日本“全国地面数字放送推进协会”（全国地上デジタル放送推進協議会）制定的计划：
- 2008年7月24日开始，模拟频道画面右上角添加（模拟）水印，并开始在电视台开台和收台时播出地面电视数字化相关信息；
- 2009年7月开始，各电视台加强宣传，部份节目开始以信箱模式（上下黑边）播出，至2010年7月5日全面信箱模式播出；
- 2011年1月开始，在播出画面顶部和底部增加提示字幕，并不定时播出相关短片；
- 2011年7月1日起，在正常节目中加入提示信息；
- 2011年7月24日，当天中午模拟电视节目停播后，播出提示信息至23:59（北海道地區為23:50；大分縣則早至22:59），之后模拟电视信号完全中断。

- 模仿日本地面模拟电视停播前一段时间的电视画面。右上角有（模拟）字样；屏幕上方和下放的字幕提示观众在2011年7月之后，观众将无法收看模拟电视节目，观众可致电总务省了解详情。
- 模仿日本地面模拟电视停播后的画面，提示观众模拟电视广播已经终止，并给出总务省（或/及電視台所在縣政府數碼電視熱線）和电视台的热线电话。

实际操作中，部份地区（如石川县珠洲市及長崎縣對馬市）提前停止了模拟电视信号发射，上述提示信息也因此提前播放（而珠洲市在2010年1月22日提前停播模擬電視時，除NHK外其他電視台選擇直接終止訊號）。
2011年3月11日，东日本大地震发生，日本东北部岩手县、宫城县和福岛县受灾严重。为此，总务省决定，东北三县模拟电视停播延后至2012年3月31日，並由總務省撥款暫時維持模擬電視廣播設施的運作，其它地区按照原计划进行。2011年7月24日中午12:00，除东北三县外，全日本地面模拟电视节目中断正常广播，并播出相关通知；23:59（北海道地區為23:50，大分縣則早至22:59），信号中断。在信号完全中断之前，日本多數的民营电视台模拟电视频道纷纷播出短片或舊版閉台片段向观众告别（例如日本電視台的1972年版「鴿子的假期」），并提示观众使用数字电视设备继续收看；部份電視台則播出正常閉台片段，亦有電視台直接截斷模擬信號或僅播放只有呼號（或連同停波前頻道資料報表）的靜態藍底字卡。
2012年3月31日，日本东北三县地面模拟电视停播（當中福島縣所有民營電視台均為在播出宣導字卡至23:59後直接截斷模擬信號），至此日本全国地面电视实现数字化。

## 技术
日本的地面数字电视使用该国自主研发的ISDB-T标准，由电波产业会（ARIB）制定。ISDB-T不限于单独传输数字电视（图像和伴音），也包括了独立的声音和数据广播（如双向交互、电子节目指南等功能），这几者可以单独存在或任意地组合，构成在带宽6MHz内的一路节目或多路节目。与其它数字电视标准相同，ISDB-T可在一条频道同时播出多套节目，因此计算下来单一频道或节目的传输成本会降低，观众可以有更多的节目可供选择（然而实际操作中除NHK综合频道、NHK教育频道和东京都会电视台等极少数电视台之外，一般各个电视台都只会用单个频道播出一套ISDB-T高清电视节目和一套1seg移动电视节目）；另外，信号经数字化处理，可消除噪声及干扰，观众便能看到更清晰细致的画面；但也可能出现“悬崖效应”，即信号不佳时会出现马赛克或画面定格等情况。
频谱资源方面，日本的地面数字电视全部使用UHF频段播出，这一安排也缓解了日本无线电频谱资源紧张的问题，更空出了一定频段开展其它业务（如在90-95MHz开设“FM补完中继局”，作为中波广播的补充覆盖频率）。